# Марущак Іван Петрович
Іва́н Петро́вич Марущак (нар. 25 квітня 1970, с. Городок, Заліщицький район, Тернопільська область, УРСР) – український колаборант з Росією, футбольний тренер, член партії «Європейська Солідарність». У 2015—2020 роках — депутат Тернопільської обласної ради, член фракції партії «Європейська Солідарність» (до 2019 року — «Блок Петра Порошенка „Солідарність“»). Має російське громадянство.
21 жовтня 2016 року Комітет з етики та чесної гри Федерації футболу України рекомендував українським футбольним інституціям не залучати Івана Марущака до роботи. Причиною стали дії та висловлювання Марущака, «які можна трактувати як визнання Криму суб'єктом Російської Федерації та схвалення його захоплення російськими військами».

## Біографія
У 1988–1990 роках служив у Радянській армії, після чого працював спортивним інструктором у Чернівцях. У 2003 році закінчив Московську державну академію фізичної культури та спорту.
У 1998 році як головний тренер очолював команду Другої ліги чемпіонату Росії «Моздок» з одноіменного міста на Північному Кавказі. Після цього працював головним тренером низки аматорських команд, клубів української Другої ліги («Олком» Мелітополь, «Княжа-2» Щасливе та «Жемчужина» Ялта) та першолігового «Фенікс-Іллічовця» з Калініного. У 2004 році був помічником головного тренера сімферопольської «Таврії». Під час роботи у «Жемчужині» також деякий час суміщав посади головного тренера і генерального директора клубу.

### Після початкуросійського вторгнення до Криму
У 2014 році невдовзі після початку російської агресії проти України Марущак опинився в центрі політичного скандалу, коли ялтинська «Жемчужина» під його керівництвом зіграла два товариські матчі з дублем російської команди «Терек», які відбулися 4 квітня у м. Грозний та 8 червня у Ялті за присутності перших осіб Чеченської Республіки та російської окупаційної адміністрації Криму.
Керівництво «Жемчужини» так прокоментувало ці події:

| «Ми розуміємо, що участь СК „Жемчужина“ в даній події покладає на клуб велику відповідальність. І ми готові з честю представити спортивне обличчя наймолодшого суб'єкта Російської Федерації – Республіки Крим.»Оригінальний текст (рос.) «Мы понимаем, что участие СК „Жемчужина“ в данном событии возлагает на клуб большую ответственность. И мы готовы с честью представить спортивное лицо самого молодого субъекта Российской Федерации – Республики Крым.» |
| «Поки багато хто спостерігав і думав, ми діяли: ще до проведення референдуму в Криму ми виступили з ініціативою про проведення матчу дружби між „Жемчужиною“ та „Тереком“ (Грозний). Отримавши підтримку Голови Чеченської Республіки Рамзана Кадирова, футболісти „Жемчужини“ відправилися до Грозного, а через деякий час запросили до Ялти з візитом у відповідь футболістів зі столиці Чечні.»Оригінальний текст (рос.) «Пока многие наблюдали и думали, мы действовали: еще до проведения референдума в Крыму мы выступили с инициативой о проведении Матча Дружбы между „Жемчужиной“ и „Тереком“ (Грозный). Получив поддержку Главы Чеченской Республики Рамзана Кадырова, футболисты „Жемчужины“ отправились в Грозный, а через некоторое время пригласили в Ялту с ответным визитом и футболистов из столицы Чечни.» |
У 2014 році у період виступів «Жемчужини» у другому дивізіоні чемпіонату Росії та у кубку Росії Марущак продовжив працювати головним тренером ялтинського клубу. «Жемчужина» мала проблеми з фінансуванням, і її керівництво навіть зверталось до В. Путіна за фінансовою допомогою. У тексті звернення до Путіна є такі слова:

| «Наша громадська позиція завжди залишалася чіткою і незмінною. Саме ялтинська „Жемчужина“ стала першою кримською командою, що зіграла цієї весни під прапором Російської Федерації... Всі наші думки та надії були пов'язані тільки з інтеграцією Криму до Російської Федерації, з якнайшвидшим вступом „Жемчужини“ до російської футбольної сім'ї.»Оригінальний текст (рос.) « Наша гражданская позиция всегда оставалась четкой и неизменной. Именно ялтинская „Жемчужина“ стала первой крымской командой, сыгравшей этой весной под флагом Российской Федераци… Все наши мысли и надежды были связаны только с интеграцией Крыма в Российскую Федерацию, со скорейшим вступлением „Жемчужины“ в российскую футбольную семью.» |
«Жемчужина» розраховувала отримати кошти з російського бюджету, які начебто обіцяв кримському клубу міністр спорту Росії Віталій Мутко, і яких ялтинці так і не отримали. Після рішення УЄФА про заборону командам з Криму виступати у чемпіонаті Росії, у січні 2015 року кримські клуби було виключено з другого російського дивізіону, і «Жемчужину» було розформовано.

### Повернення до Тернопільської області
Після цього Марущак повернувся на материкову частину України. У 2015 році працював президентом аматорського футбольного клубу «Агро» з села Синьків Тернопільської області, спонсором якого є підприємство Дмитра Фірташа «DF Agro».
У 2016 році працював головним тренером і президентом комунального футбольного клубу «Тернопіль».

### Розгляд справи Марущака у ФФУ
21 жовтня 2016 року відбулося засідання Комітету з етики та чесної гри ФФУ, за результатами якого дії Івана Марущака, який брав участь як тренер ФК «Жемчужина» в товариському матчі з ФК «Терек» (Грозний, Росія), було визнано такими, що відносяться до порушень, передбачених Дисциплінарними правилами ФФУ, зокрема, ст. 8. Глави IV, п.14 — поведінка, яка шкодить репутації футболу та ФФУ. Комітету з етики та чесної гри, беручи до уваги ст. 7 Глави III, п.3. Дисциплінарних правил ФФУ, згідно з якою «кожен, хто своєю поведінкою і/або висловами завдає шкоди репутації футболу та органів його управління, використовує футбольні змагання для викликів суспільній моралі, підпадає під дію дисциплінарних санкцій», передав матеріали перевірки до Контрольно-дисциплінарного комітету ФФУ для прийняття подальшого рішення.

### Депутатська діяльність
Іван Марущак є членом партії «Європейська Солідарність».
25 жовтня 2015 року він взяв участь у чергових місцевих виборах до Тернопільської обласної ради як кандидат від партії «Блок Петра Порошенка „Солідарність“». На момент виборів прописаний у м. Сімферополь.
Із 8 грудня 2015 року до 27 листопада 2020 року — депутат Тернопільської обласної ради. Був членом фракції партії «Європейська Солідарність» (до 2019 року — «Блок Петра Порошенка „Солідарність“»). 
Працював членом постійної комісії з питань освіти, науки, молодіжної політики, фізичної культури і спорту Тернопільської обласної ради. За часті пропуски засідань комісії облради отримав від руху «Чесно» характеристику «прогульництво». Так, у 2016 році Марущак пропустив 60 % засідань. Згідно електронної декларації про доходи, за 2016 рік депутат заробив близько 9 тисяч гривень у комунальному підприємстві «Футбольний клуб „Тернопіль“». Окрім того, він задекларував 197 тисяч гривень готівкою.
Восени 2020 року Марущак вдруге балотувався до Тернопільської обласної ради за списком партії «Європейська Солідарність» (№ 28 у списку партії), але цього разу невдало.